# Chicago Sting
Die Chicago Sting waren ein US-amerikanischer Fußballklub aus Chicago, Illinois. Der Verein spielte zwischen 1975 und 1984 in der North American Soccer League, sowie von 1984 bis 1988 in der Major Indoor Soccer League, einer Hallenfußballliga. In 13 Jahren Ligazugehörigkeit konnten die Stings zweimal den Soccer Bowl, die US-Meisterschaft, gewinnen.

## Geschichte

### Freiluftmannschaft
Gegründet wurde der Verein 1975 von Lee Stern, einem Chicagoer Geschäftsmann. Der Name des Klubs leitete sich von der Gaunerkomödie The Sting – Der Clou ab. Die Feldkicker nannten das Soldier Field, den Comiskey Park und das Wrigley Field ihre Heimstätten. 1981 gewann das Team um Trainer Willy Roy seine erste von zwei Meisterschaften. Insgesamt konnte man 23 der 32 Partien für sich entscheiden. Als Erste der Central Division qualifizierte sich die Mannschaft für die Play-offs wo man sich gegen die New York Cosmos, die mit Spielern wie Giorgio Chinaglia, Johan Neeskens und Rick Davis ausgestattet waren, durchsetzte und den Soccer Bowl gewinnen konnte. Es war der erste Gewinn einer Meisterschaft durch eine Chicagoer Mannschaft, unabhängig von der Sportart, seit 23 Jahren. 1984, im letzten Jahr der Liga, wiederholte man den Erfolg von 1981.

### Hallenmannschaft
1980 wurde neben der Freiluftmannschaft ein Hallenteam gegründet. Dieses trug im Chicago Stadium und im Rosemont Horizon seine Heimspiele aus. Bereits in der ersten Spielzeit 1980/81 konnte die Central Division gewonnen werden. In den Play-offs zur amerikanischen Gesamtmeisterschaft scheiterte die Mannschaft erst im Finale. Im Folgejahr wiederholte man den Triumph um die Divisionsmeisterschaft, schied allerdings bereits in der ersten Runde der Play-offs aus. In den kommenden drei Jahren gelangen keine weiteren Erfolge. Zwar erreichte man bis 1984 immer die Ausscheidungsspiele, schied aber stets in der ersten Runde aus. In den letzten drei Jahren verpasste man die Qualifikation immer.

## Erfolge
- Gewinn der Northern Division / Atlantic Conference: 1976
- Gewinn der Central Division: 1981
- Gewinn der NASL: 1981
- Gewinn der Eastern Division: 1984
- Gewinn der Central Division Indoor: 1981, 1982
- Trainer des Jahres 1981: Willy Roy

## Trainer
- Bill Foulkes 1975–1977
- Willy Roy 1977–1986
- Malcolm Musgrove 1978
- Erich Geyer 1986–1988
- Gary Hindley 1988

## Bekannte ehemalige Spieler
- Jørgen Kristensen
- Duncan McKenzie
- Paul Hahn
- Horst Blankenburg
- Dieter Ferner
- Karl-Heinz Granitza
- Peter Gruber
- Ingo Peter
- Lothar Skala
- Arno Steffenhagen
- Hans Weiner
- Dick Advocaat
- Wim van Hanegem
- Robert Gadocha
- Janusz Kowalik
- Jim McCalliog
- Derek Spalding
- Thomas Sjöberg

## Saisonstatistik

### Outdoor
| Jahr | Regular Season                                   | Play-Offs                      | Zuschauerdurchschnitt |
| ---- | ------------------------------------------------ | ------------------------------ | --------------------- |
| 1975 | 2. Platz, Central Division                       | nicht qualifiziert             | 4.330                 |
| 1976 | 1. Platz, Northern Division, Atlantic Conference | Division Championships         | 5.801                 |
| 1977 | 4. Platz, Northern Division, Atlantic Conference | nicht qualifiziert             | 5.199                 |
| 1978 | 2. Platz, Central Division, American Conference  | Erste Runde                    | 4.188                 |
| 1979 | 2. Platz, Central Division, American Conference  | American Conference Halbfinale | 8.036                 |
| 1980 | 1. Platz, Central Division, American Conference  | Erste Runde                    | 11.672                |
| 1981 | 1. Platz Central Division                        | NASL-Sieger                    | 12.889                |
| 1982 | 4. Platz, Eastern Division                       | nicht qualifiziert             | 9.377                 |
| 1983 | 2. Platz, Eastern Division                       | Viertelfinale                  | 10.937                |
| 1984 | 1. Platz, Eastern Division                       | NASL-Sieger                    | 8.376                 |

### Indoor
| Saison  | Liga | Regular Season             | Play-Offs          | Zuschauerdurchschnitt |
| ------- | ---- | -------------------------- | ------------------ | --------------------- |
| 1980–81 | NASL | 1. Platz, Central Division | Finale             | 6.164                 |
| 1981–82 | NASL | 1. Platz, Central Division | Erste Runde        | 13.322                |
| 1982–83 | MISL | 3. Platz, Eastern Division | Erste Runde        | 9.201                 |
| 1983–84 | NASL | 2. Platz                   | Erste Runde        | 11.974                |
| 1984–85 | MISL | 2. Platz, Eastern Division | Erste Runde        | 10.628                |
| 1985–86 | MISL | 6. Platz, Eastern Division | nicht qualifiziert | 7.345                 |
| 1986–87 | MISL | 5. Platz, Eastern Division | nicht qualifiziert | 5.879                 |
| 1987–88 | MISL | 5. Platz, Eastern Division | nicht qualifiziert | 5.977                 |